# تاريخ النفط في الكويت

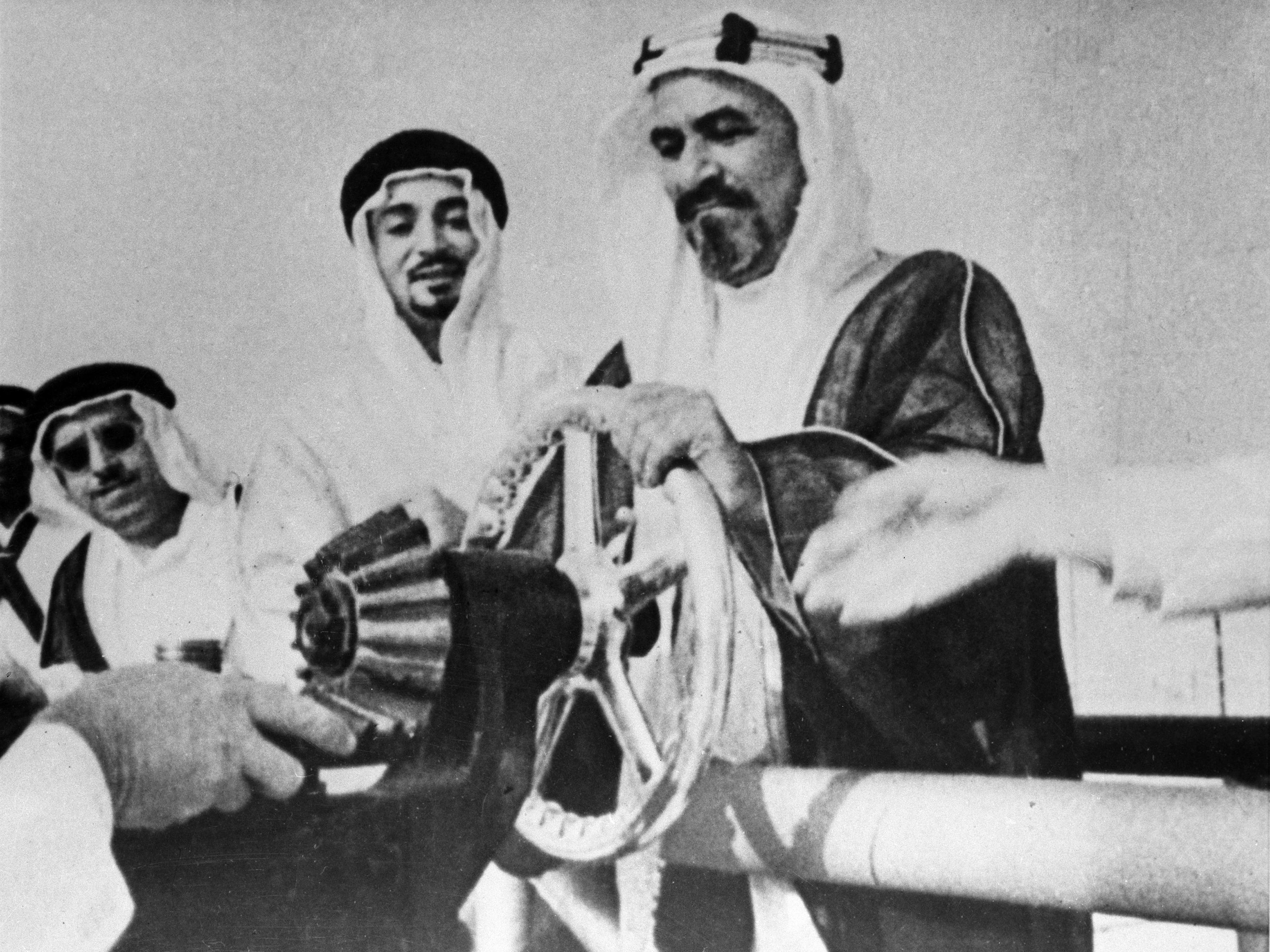
الأمير الشيخ أحمد الجابر الصباح حاكم الكويت العاشر، يدير الدولاب الفضي للإيذان بتصدير أول شحنة نفط خام تجارية كويتية، في 30 حزيران (يونيو) 1946 بميناء الأحمدي.

تاريخ النفط في الكويت بدأ قبل اكتشاف النفط في دولة الكويت بعقود، وذلك إثر محاولات شركات النفط الغربية الحصول على حق الامتياز للتنقيب عن البترول في أراضيها ما بين عامي 1911-1934. وكان الاقتصاد الكويتي قبل اكتشاف النفط يرتكز بشكل أساسي على صيد الأسماك واللؤلؤ، بناء السفن والتجارة. وأصبح النفط منذ أن بدأت الدولة بتصدير أول شحنة تجارية كويتية في العام 1946، المصدر الأساسي للدخل القومي الكويتي، ليسيطر على أكثر من 85% من صادرات الكويت، حتى بات القطاع النفطي العصب الرئيسي الذي يحرّك الاقتصاد الكويتي، لتشكّل عائداته أكثر من 95% من واردات الميزانية العامة الدولة.